# 謝鼎新
謝鼎新（1898年—1937年11月24日），字仲鳴，號慶椿。廣西省蒼梧縣人。他為抗日戰爭期間陣亡的中國軍方高級將領之一。

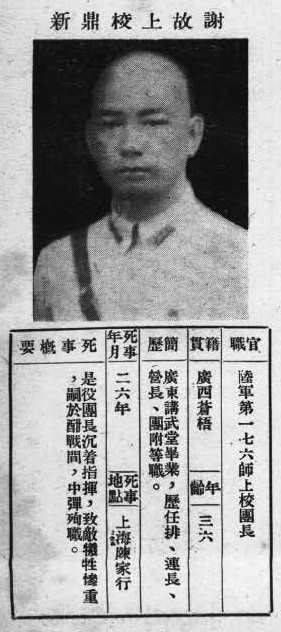
《抗戰軍人忠烈錄》（第一輯）中的謝鼎新烈士遺像

## 生平[1][2]
民國21年任陸軍第六十一師第一百八十三旅第三百六十四團團長，民國26年晉陸軍步兵上校。民國二十六年十一月二十三日午時在上海殉國，卒年三十有八。遺櫬由其弟慶林從上海護運回梧州。次年四月十二日公葬於梧州獅子山。